# Kraftwerk Sabiya
Das Kraftwerk Sabiya ist ein Kraftwerk in Kuwait, das auf einer Landspitze gegenüber der Insel Bubiyan liegt. Es besteht aus einem Ölkraftwerk mit einer installierten Leistung von 2,4 GW für die Grundlast und einem Gaskraftwerk mit 300 MW zur Abdeckung der Spitzenlast.